# Wereldkampioenschappen badminton junioren 2002
De 6e editie van de Wereldkampioenschappen badminton junioren werden in 2002 georganiseerd door de Zuid-Afrikaanse stad Pretoria.

## Individuele wedstrijd

### Medaillewinnaars
| Onderdeel      | 1e plaats                    | 2e plaats             | 3e plaats                                           |
| -------------- | ---------------------------- | --------------------- | --------------------------------------------------- |
| Jongens enkel  | Chen Jin                     | Lee Yun Hui Kendrick  | Hendra Wijaya                                       |
| Jongens enkel  | Chen Jin                     | Lee Yun Hui Kendrick  | Park Sung-hwan                                      |
| Meisjes enkel  | Jiang Yanjiao                | Seo Yoon-Hee          | Yuan Ting                                           |
| Meisjes enkel  | Jiang Yanjiao                | Seo Yoon-Hee          | Dewi Tira                                           |
| Jongens dubbel | Han Sang-hoon Park Sung-hwan | Jack Koh Tan Bin Shen | Koo Kien Keat Ong Soon Hock                         |
| Jongens dubbel | Han Sang-hoon Park Sung-hwan | Jack Koh Tan Bin Shen | Cao Chen Sun Junjie                                 |
| Meisjes dubbel | Du Jing Rong Lu              | Yu Yang Chen Lanting  | Lilyana Natsir Devi Sukma Wijaya                    |
| Meisjes dubbel | Du Jing Rong Lu              | Yu Yang Chen Lanting  | Duang Anong Aroonkersorn Kunchala Voravichitchaikul |
| Gemengd dubbel | Guo Zhendong Yu Yang         | Cao Chen Rong Lu      | Kim Dae-sung Yim Young-Ah                           |
| Gemengd dubbel | Guo Zhendong Yu Yang         | Cao Chen Rong Lu      | Markis Kido Lilyana Natsir                          |

## Team wedstrijd
| Einduitslag: |                |     |             |     |           |
| Nr.          | Land           | Nr. | Land        | Nr. | Land      |
| Goud         | China          | 9.  | India       | 17. | Hong Kong |
| Zilver       | Zuid-Korea     | 10. | Denemarken  | 18. | Nigeria   |
| Brons        | Indonesië      | 11. | Zweden      | 19. | Tsjechië  |
| 4.           | Thailand       | 12. | Canada      | 20. | Zambia    |
| 5.           | Chinees Taipei | 13. | Nederland   | 21. | Finland   |
| 6.           | Duitsland      | 14. | Rusland     | 22. | Australië |
| 7.           | Maleisië       | 15. | Bulgarije   | 23. | Kenia     |
| 8.           | Engeland       | 16. | Zuid-Afrika |     |           |

## Medaille klassement
|    | Land       | Goud | Zilver | Brons | Totaal |
| -- | ---------- | ---- | ------ | ----- | ------ |
| 1. | China      | 5    | 2      | 2     | 9      |
| 2. | Zuid-Korea | 1    | 2      | 2     | 5      |
| 3. | Singapore  | 0    | 1      | 1     | 2      |
| 3. | Maleisië   | 0    | 1      | 1     | 2      |
| 5. | Indonesië  | 0    | 0      | 4     | 4      |
| 6. | Thailand   | 0    | 0      | 1     | 1      |